# انجمن نویسندگان کودک و نوجوان

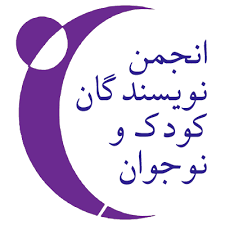
لوگو تصویری انجمن نویسندگان کودک و نوجوان

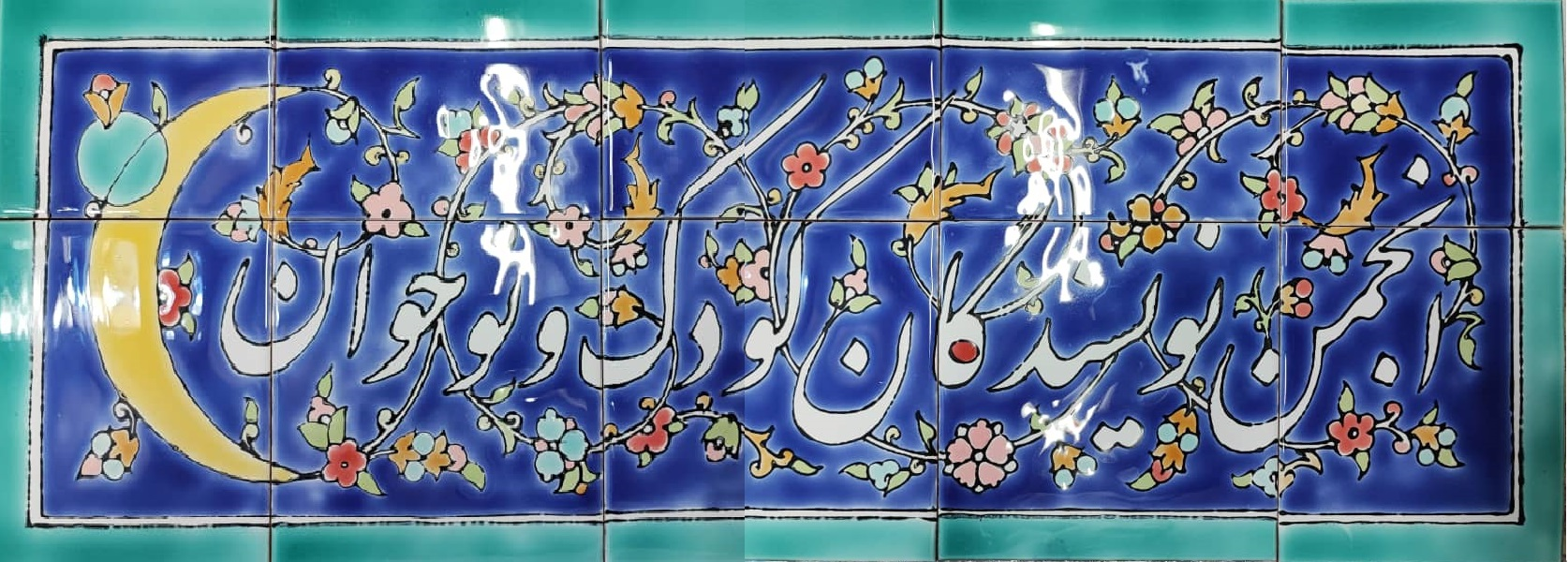
انجمن نویسندگان کودک و نوجوان

انجمن نویسندگان کودک و نوجوان تشکلی مردم‌نهاد و غیرانتفاعی با شخصیت حقوقی مستقل است. این انجمن در سال ۱۳۷۷ با اهدافی چون "حمایت و صیانت از حقوق اعضا. ایجاد زمینه‌های مناسب برای رشد و تعالی فرهنگی و مادی اعضا. ایجاد ارتباط با سایر انجمن‌ها و سازمان‌ها. ایجاد ارتباط میان اعضا و مخاطبان آثارشان. تبادل اطلاعات و تجربیات میان اعضا با محققان و منتقدان. ایجاد تسهیلات و شرایط مناسب جهت شرکت اعضا در محافل و مجامع فرهنگی هنری و علمی. ارتقای سطح کمی و کیفی ادبیات کودک و نوجوان. تهیه و تدوین طرح‌ها و برنامه‌های فرهنگی و ارائهٔ پیشنهادها سازنده و عملی به دست‌اندرکاران امور فرهنگی و…" که در مادهٔ هشت اساسنامهٔ این انجمن آمده‌است، تأسیس شد.

## هیئت مؤسس
در تأسیس این مؤسسهٔ فرهنگی نه نفر از نویسندگان کودک و نوجوان از جمله حسین ابراهیمی، حسین فتاحی، فرهاد حسن‌زاده، شهرام شفیعی، محمدرضا محمدی پاشاک، فریدون عموزاده خلیلی، سوسن طاقدیس، مهدی حجوانی و مصطفی رحماندوست نقش داشتند.
انجمن نویسندگان کودک و نوجوان فراگیرترین تشکیلات در حوزهٔ ادبیات کودک و نوجوان ایران است.

## اساسنامه
در مقدمهٔ اساسنامهٔ  انجمن نویسندگان کودک و نوجوان آمده‌است با هدف ارائهٔ خدمات فرهنگی و فراهم نمودن بستر مناسبی برای تبادل نظر و افکار و ایجاد همدلی و همراهی نویسندگان کودک و نوجوان و صیانت حقوق مشروع آنان، انجمن فرهنگی نویسندگان کتاب کودک و نوجوان، تشکیل می‌شود.
فصل اول این اساسنامه به کلیات، تعاریف، اهداف و موضوع فعالیت‌های انجمن می‌پردازد. در مادهٔ هشت این اساسنامه اهداف و موضوع فعالیت انجمن را چنین شرح می‌دهد.
الف. حمایت و صیانت از حقوق اعضا
ب. ایجاد زمینه‌های مناسب برای رشد و تعالی فرهنگی و مادی اعضا
ج. ایجاد ارتباط با سایر انجمن‌ها و سازمان‌ها و مراکز فرهنگی و هنری در داخل و خارج کشور با رعایت ضوابط مرتبط
د. ایجاد ارتباط میان اعضا و مخاطبان آثارشان
ه. تبادل اطلاعات و تجربیات میان اعضا با محققان و منتقدان، کارشناسان و استادان داخل و خارج از کشور
و. ایجاد تسهیلات و شرایط مناسب جهت شرکت اعضا در محافل و مجامع فرهنگی هنری و علمی داخل و خارج کشور
ز. ارتقای سطح کمی و کیفی ادبیات کودک و نوجوان
ح. پژوهش و مطالعه پیرامون مسائل مرتبط به ادبیات کودک و نوجوان و تهیه و تدوین طرح‌ها و برنامه‌های فرهنگی و ارائهٔ پیشنهادها سازنده و عملی به دست‌اندرکاران امور فرهنگی
ث. تشویق و ترغیب نوجوانان و کودکان و ایجاد جاذبه برای آنان به‌منظور شکوفایی و تقویت روحیهٔ ابتکار و شناخت استعدادهای درخشان در زمینهٔ ادبیات کودک و نوجوان
ی. ایجاد تسهیلات لازم برای ارائه و معرفی آثار هنری ارزندهٔ اعضا به جامعه که اقدام به تشکیل دوره‌های کوتاه‌مدت آزاد فرهنگی، هنری در زمینهٔ ادبیات کودک و نوجوان
ل. تهیه، گردآوری، نگارش، چاپ و نشر و توزیع کتاب، جزوه، مقاله دربارهٔ کودکان و نوجوانان و برای آنان با رعایت قوانین مربوط
در فصل دوم، مادهٔ ۹ در شرح شرایط عضویت چنین آورده شده که عضویت کلیهٔ نویسندگان، شاعران، و مترجمان و تولیدکنندگان آثار مکتوب در حوزهٔ ادبیات کودک و نوجوان که واجد شرایط ذیل باشند در «انجمن» آزاد است و هیچ‌کس را نمی‌توان به عضویت در آن مجبور کرد.
شرایط عضویت:
الف. داشتن تابعیت جمهوری اسلامی
ب. متدین به یکی از ادیان رسمی کشور
ج. داشتن آثار چاپ شده در حوزهٔ ادبیات کودک و نوجوان در حد قابل قبول
د. قبول شرایط مندرج در اساس‌نامه و تعهد به اجرای مفاد اساس‌نامه و مصوبات مراجع تصمیم‌گیری در انجمن
ه. پرداخت حق عضویت تعیین‌شده
و. برخورداری از حسن شهرت حرفه‌ای و نداشتن سوءپیشینه کیفری مؤثر به تأیید مراجع ذیربط
ح. پایبندی به میثاق‌ها و اهداف انجمن
این اساسنامه در ۵۵ ماده مشتمل بر هفت فصل در تاریخ ۲۱/۱۱/۷۷ به تصویب و امضای مجمع مؤسس رسید.
این اساسنامه در اولین مجمع عمومی انجمن نویسندگان در سال ۱۳۷۸ به تصویب اکثریت اعضای حاضر در مجمع رسید و در هفتمین جلسهٔ مجمع عمومی در سال ۱۳۸۳ تغییرات جدید نیز به تصویب دوسوم اعضا رسید.

## اعضا هیئت مدیرهٔ ادوار
یازدهمین دوره
فریدون عموزاده خلیلی - جعفر توزنده‌جانی - محمود برآبادی - مهدی حجوانی - حمیدرضا شاه‌آبادی - سیدنوید سیدعلی‌اکبر - عزت‌الله الوندی

دوازدهمین دوره
فریدون عموزاده خلیلی - حمیدرضا شاه آبادی - سولماز خواجه وند - محسن هجری - محمود برآبادی - شهرام اقبال زاده - مناف یحیی پور - افسون اميني
سیزدهمین دوره
مهدی حجوانی - سولماز خواجه وند - مرجان فولادوند - افسون امینی - سیدعلی کاشفی خوانساری - محمدرضا مرزوقی - معصومه انصاريان -
چهاردهمین دوره
فریدون عموزاده خلیلی - مناف یحیی پور - سولماز خواجه وند - حمیدرضا شاه آبادی - افسون امینی - شهلا انتظاریان - سیدعلی کاشفی خوانساری